# Класификация на насекомите
Класификацията на насекомите по-долу включва всички семейства от клас насекоми (Insecta).
Към август 2013 г. учените са описали 1 070 781 вида насекоми, включително 17 203 изкопаеми вида, като всяка година се описват около 7 – 8 хиляди нови вида. Приблизителният брой на потенциално съществуващите днес в света насекоми е в диапазона от около 2 милиона, 5 – 6 милиона до около 8 милиона вида. Най-големите групи са бръмбарите (392 415 вида), двукрилите (160 591 вида), пеперудите (158 570 вида), ципокрилите (155 517 вида), полутвърдокрилите (104 165 вида) и правокрилите (24 481 вида).

## Класификация
Клас Насекоми

- Разред Археогнати (Archaeognatha) Börner, 1904
  - Подразред †Triassomachiloidea Sturm & Bach de Roca, 1993
    - Семейство †Triassomachilidae Sharov, 1948

  - Подразред Machiloidea Handlirsch 1904
    - Семейство Machilidae Grassi, 1888
    - Семейство Meinertellidae Verhoeff, 1910

- Разред †Monura Sharov, 1957
  - Семейство †Dasyleptidae Sharov, 1957

- Разред Четинкоопашати (Thysanura, Zygentoma) Latreille, 1796
  - Семейство Lepidotrichidae
  - Семейство Lepismatidae
  - Семейство Maindroniidae
  - Семейство Nicoletiidae
  - Семейство Protrinemuridae Mendes, 1988

- Разред †Archodonata (Permothemistida)
  - Семейство †Diathemidae Sinichenkova, 1980
  - Семейство †Permothemistidae Martynov, 1938

- Разред †Diaphanopterodea Handlirsch, 1919
  - Семейство †Asthenohymenidae Tillyard, 1924
  - Семейство †Biarmohymenidae
  - Семейство †Diaphanopteridae Handlirsch, 1906
  - Семейство †Elmoidae Tillyard, 1937
  - Семейство †Martynoviidae Tillyard, 1932
  - Семейство †Parabrodiidae
  - Семейство †Parelmoidae
  - Семейство †Paruraliidae
  - Семейство †Prochoropteridae Handlirsch, 1911
  - Семейство †Rhaphidiopsidae

- Разред †Megasecoptera Rohdendorf, 1961
  - Семейство †Alectoneuridae
  - Семейство †Anchineuridae
  - Семейство †Ancopteridae
  - Семейство †Arcioneuridae
  - Семейство †Aspidohymenidae
  - Семейство †Aspidothoracidae
  - Семейство †Aykhalidae
  - Семейство †Bardohymenidae
  - Семейство †Brodiidae
  - Семейство †Brodiopteridae
  - Семейство †Caulopteridae
  - Семейство †Corydaloididae
  - Семейство †Engisopteridae
  - Семейство †Fioririidae
  - Семейство †Ischnoptilidae
  - Семейство †Hanidae
  - Семейство †Mischopteridae
  - Семейство †Moravohymenidae
  - Семейство †Protohymenidae
  - Семейство †Scytohymenidae
  - Семейство †Sphecopteridae
  - Семейство †Vorkutiidae

- Разред †Palaeodictyoptera Goldenberg, 1877
  - Семейство †Archaemegaptilidae
  - Семейство †Breyeriidae
  - Семейство †Calvertiellidae
  - Семейство †Dictyoneuridae
  - Семейство †Elmoboriidae
  - Семейство †Eugereonidae
  - Семейство †Fouqueidae
  - Семейство †Graphiptilidae
  - Семейство †Homoiopteridae
  - Семейство †Lithomanteidae
  - Семейство †Lycocercidae
  - Семейство †Mecynostomatidae
  - Семейство †Megaptilidae
  - Семейство †Spilapteridae
  - Семейство †Syntonopteridae
  - Семейство †Tchirkovaeidae

- Разред Еднодневки (Ephemeroptera) Hyatt & Arms, 1891
  - Подразред Pannota
    - Надсемейство Ephemerelloidea
      - Семейство †Philolimniidae
      - Семейство Ephemerellidae
      - Семейство Teloganodidae
      - Семейство Melanemerellidae
      - Семейство Austremerellidae
      - Семейство Vietnamellidae
      - Семейство Machadorythidae
      - Семейство Tricorythidae
      - Семейство Leptohyphidae

    - Надсемейство Caenoidea
      - Семейство Neoephemeridae
      - Семейство Baetiscidae
      - Семейство Caenidae
      - Семейство Prosopistomatidae

  - Подразред Schistonota
    - Надсемейство Baetoidea
      - Семейство Siphlonuridae
      - Семейство Baetidae
      - Семейство Ameletidae
      - Семейство Acanthametropodidae
      - Семейство Siphlaenigmatidae
      - Семейство Nesameletidae
      - Семейство Oniscigastridae
      - Семейство Rallidentidae
      - Семейство Ameletopsidae
      - Семейство Ametropodidae

    - Надсемейство Heptagenioidea
      - Семейство Coloburiscidae
      - Семейство Oligoneuriidae
      - Семейство Isonychiidae
      - Семейство Heptageniidae

    - Надсемейство Leptophlebioidea
      - Семейство Leptophlebiidae

    - Надсемейство Ephemeroidea
      - Семейство Behningiidae
      - Семейство Potamanthidae
      - Семейство Euthyplociidae
      - Семейство Polymitarcyidae
      - Семейство Ephemeridae
      - Семейство Palingeniidae

- Разред †Geroptera Brodsky, 1994
  - Семейство †Eugeropteridae Riek, 1984

- Разред †Meganisoptera (Protodonata) Martynov, 1932
  - Семейство †Meganeuridae
  - Семейство †Paralogidae

- Разред †Protanisoptera
  - Семейство †Callimokaltaniidae Zalessky, 1955
  - Семейство †Ditaxineuroidea
  - Семейство †Permaeschnidae
  - Семейство †Pholidoptilidae Zalessky, 1931
  - Семейство †Polytaxineuridae Tillyard, 1935

- Разред †Triadophlebioptera Bechly, 1996
  - Семейство †Kargalotypidae
  - Семейство †Mitophlebiidae
  - Семейство †Paurophlebiidae
  - Семейство †Permophlebiidae
  - Семейство †Piroutetiidae
  - Семейство †Triadophlebiidae
  - Семейство †Triadotypidae
  - Семейство †Xamenophlebiidae
  - Семейство †Zygophlebiidae

- Разред †Protozygoptera
  - Семейство †Batkeniidae
  - Семейство †Bechlyidae
  - Семейство †Kaltanoneuridae
  - Семейство †Kennedyidae
  - Семейство †Lodeviidae
  - Семейство †Luiseiidae
  - Семейство †Oboraneuridae
  - Семейство †Permepallagidae
  - Семейство †Protomyrmeleontidae HandlirschМалък текст 1906
  - Семейство †Voltzialestidae Bechly, 1996

- Разред Водни кончета (Odonata) Fabricius, 1793
  - Подразред Epiprocta
    - Инфраразред Разнокрили (Anisoptera)
      - Надсемейство Aeshnoidea
        - Семейство Aeshnidae
        - Семейство Austropetaliidae
        - Семейство Гомфиди (Gomphidae)
        - Семейство Petaluridae

      - Надсемейство Cordulegastroidea
        - Семейство Chlorogomphidae
        - Семейство Кордулегастриди (Cordulegastridae)
        - Семейство Neopetaliidae

      - Надсемейство Libelluloidea
        - Семейство Corduliidae
        - Семейство Плоски водни кончета (Libellulidae)
        - Семейство Macromiidae
        - Семейство Synthemistidae

    - Инфраразред Epiophlebioptera
      - Семейство Epiophlebiidae

  - Подразред Zygoptera Selys, 1854
    - Надсемейство Hemiphlebioidea
      - Семейство Hemiphlebiidae

    - Надсемейство Coenagrionoidea
      - Семейство Ценагриониди (Coenagrionidae)
      - Семейство Isostictidae
      - Семейство Platycnemididae
      - Семейство Platystictidae
      - Семейство Protoneuridae
      - Семейство Pseudostigmatidae

    - Надсемейство Lestoidea
      - Семейство Lestidae
      - Семейство Lestoideidae
      - Семейство Megapodagrionidae
      - Семейство Perilestidae
      - Семейство Synlestidae

    - Надсемейство Calopterygoidea
      - Семейство †Zacallitidae
      - Семейство Amphipterygidae
      - Семейство Calopterygidae
      - Семейство Chlorocyphidae
      - Семейство Dicteriadidae
      - Семейство Euphaeidae
      - Семейство Polythoridae

- Разред †Caloneurodea Handlirsch, 1937
  - Семейство †Caloneuridae
  - Семейство †Hapalopteridae
  - Семейство †Stenaroceridae

- Разред †Titanoptera Sharov, 1968
  - Семейство †Gigantitanidae
  - Семейство †Mesotitanidae
  - Семейство †Paratitanidae

- Разред †Protorthoptera Handlirsch, 1906
  - Семейство †Adeloneuridae
  - Семейство †Anthracothremmidae
  - Семейство †Apithanidae
  - Семейство †Appertiidae
  - Семейство †Asiopompidae
  - Семейство †Cymbopsidae
  - Семейство †Eucaenidae
  - Семейство †Hadentomidae
  - Семейство †Herdinidae
  - Семейство †Heteroptilidae
  - Семейство †Homalophlebiidae
  - Семейство †Homoeodictyidae
  - Семейство †Megagnathidae
  - Семейство †Nugonioneuridae
  - Семейство †Pachytylopsidae
  - Семейство †Protoblattinopsidae
  - Семейство †Prototettigidae
  - Семейство †Rigattopteridae
  - Семейство †Roomeriidae
  - Семейство †Schuchertiellidae
  - Семейство †Sheimiidae
  - Семейство †Soyaniidae
  - Семейство †Stenaropodidae
  - Семейство †Stygnidae
  - Семейство †Thoronysididae

- Разред Кожестокрили (Dermaptera) De Geer, 1773
  - Подразред Archidermaptera
    - Семейство Protodiplatyidae

  - Подразред Arixenina
    - Семейство Arixeniidae

  - Подразред Hemimerina
    - Семейство Hemimeridae

  - Подразред Catadermaptera
    - Инфраразред Paradermaptera
      - Семейство Apachyidae

    - Инфраразред Protodermaptera
      - Надсемейство Pygidicranoidea
        - Семейство Pygidicranidae

      - Надсемейство Carciniphoroidea
        - Семейство Carciniphoridae
        - Семейство Labiduridae

  - Подразред Eudermaptera
    - Семейство Forficulidae
    - Семейство Chelisochidae
    - Семейство Labiidae

- Разред Ембии (Embioptera) Lameere, 1900
  - Семейство Andesembiidae
  - Семейство Anisembiidae
  - Семейство Australembiidae
  - Семейство Clothodidae
  - Семейство Embiidae
  - Семейство Embonychidae
  - Семейство Notoligotomidae
  - Семейство Oligotomidae
  - Семейство Teratembiidae
  - Семейство Sorellembiidae

- Разред Правокрили (Orthoptera) Latreille, 1793
  - Подразред Скакалци (Caelifera)
    - Инфраразред Acrididea
      - Надсемейство Acridoidea
        - Семейство Полски скакалци (Acrididae)
        - Семейство Катантопиди (Catantopidae)
        - Семейство Charilaidae
        - Семейство Dericorythidae
        - Семейство Lathiceridae
        - Семейство Lentulidae
        - Семейство Lithidiidae
        - Семейство Ommexechidae
        - Семейство Pamphagidae
        - Семейство Pyrgacrididae
        - Семейство Romaleidae
        - Семейство Tristiridae

      - Надсемейство Eumastacoidea
        - Семейство Chorotypidae
        - Семейство Episactidae
        - Семейство Eumastacidae
        - Семейство Euschmidtiidae
        - Семейство Mastacideidae
        - Семейство Morabidae
        - Семейство Promastacidae
        - Семейство Proscopiidae
        - Семейство Thericleidae

      - Надсемейство Locustopsoidea
        - Семейство Araripelocustidae
        - Семейство Bouretidae
        - Семейство Eolocustopsidae
        - Семейство Locustavidae
        - Семейство Locustopsidae

      - Надсемейство Pneumoroidea
        - Семейство Pneumoridae

      - Надсемейство Pyrgomorphoidea
        - Семейство Pyrgomorphidae

      - Надсемейство Tanaoceroidea
        - Семейство Tanaoceridae

      - Надсемейство Tetrigoidea
        - Семейство Tetrigidae

      - Надсемейство Trigonopterygoidea
        - Семейство Trigonopterygidae
        - Семейство Xyronotidae

    - Инфраразред Tridactylidea
      - Надсемейство Dzhajloutshelloidea
        - Семейство Dzhajloutshellidae

      - Надсемейство Regiatoidea
        - Семейство Regiatidae

      - Надсемейство Tridactyloidea
        - Семейство Cylindrachetidae
        - Семейство Ripipterygidae
        - Семейство Tridactylidae

  - Подразред Ensifera
    - Надсемейство Grylloidea
      - Семейство Щурци (Gryllidae)
      - Семейство Попови прасета (Gryllotalpidae)
      - Семейство Mogoplistidae
      - Семейство Myrmecophilidae

    - Надсемейство Hagloidea
      - Семейство Haglidae
      - Семейство Hagloedischiidae
      - Семейство Prophalangopsidae
      - Семейство Tuphellidae

    - Надсемейство Phasmomimoidea
      - Семейство Phasmomimidae

    - Надсемейство Rhaphidophoroidea
      - Семейство Rhaphidophoridae

    - Надсемейство Schizodactyloidea
      - Семейство Schizodactylidae

    - Надсемейство Stenopelmatoidea
      - Семейство Anostostomatidae
      - Семейство Cooloolidae
      - Семейство Gryllacrididae
      - Семейство Stenopelmatidae

    - Надсемейство Tettigonioidea
      - Семейство Haglotettigoniidae
      - Семейство Дървесни скакалци (Tettigoniidae)

- Разред Каменарки (Plecoptera) Burmeister, 1839
  - Надсемейство Eusthenioidea
    - Семейство Diamphipnoidae
    - Семейство Eustheniidae

  - Надсемейство Leptoperloidea
    - Семейство Austroperlidae
    - Семейство Gripopterygidae

  - Подразред Arctoperlaria
    - Семейство Scopuridae
    - Инфраразред Euholognatha
      - Семейство Capniidae
      - Семейство Leuctridae
      - Семейство Nemouridae
      - Семейство Notonemouridae
      - Семейство Taeniopterygidae

    - Инфраразред Systellognatha
      - Семейство Chloroperlidae
      - Семейство Perlidae
      - Семейство Perlodidae
      - Семейство Peltoperlidae
      - Семейство Styloperlidae
      - Семейство Pteronarcyidae

- Разред Зораптери (Zoraptera) Silvestri, 1913
  - Семейство Зораптери (Zorotypidae) Silvestri, 1913

- Разред Хлебарки (Blattodea) Brunner von Wattenwyl, 1882
  - Надсемейство Corydioidea
    - Семейство Nocticolidae
    - Семейство Пясъчни хлебарки (Corydiidae)

  - Надсемейство Blaberoidea
    - Семейство Дървесни хлебарки (Ectobiidae, Blattellidae)
    - Семейство Гигантски хлебарки (Blaberidae) Brunner von Wattenwyl, 1865

  - Надсемейство Blattoidea
    - Семейство Blattidae
    - Семейство Lamproblattidae
    - Семейство Tryonicidae
    - Семейство Cryptocercidae

  - Надсемейство Термити (Termitoidea)
    - Семейство †Archeorhinotermitidae
    - Семейство †Cratomastotermitidae
    - Семейство Archotermopsidae
    - Семейство Hodotermitidae
    - Семейство Kalotermitidae
    - Семейство Mastotermitidae
    - Семейство Rhinotermitidae
    - Семейство Serritermitidae
    - Семейство Stolotermitidae
    - Семейство Stylotermitidae
    - Семейство Termitidae
    - Семейство Termopsidae

- Разред Богомолки (Mantodea) Burmeister, 1838
  - Семейство †Baissomantidae
  - Семейство Acanthopidae Burmeister, 1838
  - Семейство Amorphoscelidae Stål, 1877
  - Семейство Chaeteessidae Handlirsch, 1926
  - Семейство Cretomantidae
  - Семейство Empusidae Burmeister, 1838
  - Семейство Eremiaphilidae Wood-Mason, 1889
  - Семейство Hymenopodidae Chopard, 1949
  - Семейство Iridopterygidae Ehrmann, 1997
  - Семейство Liturgusidae Ehrmann, 1997
  - Семейство Mantidae Burmeister, 1838
  - Семейство Mantoididae Chopard, 1949
  - Семейство Metallyticidae Chopard, 1949
  - Семейство Sibyllidae Roy, 1962
  - Семейство Tarachodidae Ehrmann, 1997
  - Семейство Thespidae Roy, 1962
  - Семейство Toxoderidae Roy, 1962

- Разред Нотоптери (Notoptera) Crampton, 1915
  - Семейство †Tillyardembiidae
  - Семейство †Blattogryllidae
  - Подразред Grylloblattodea
    - Семейство Грилоблатиди (Grylloblattidae)

  - Подразред Mantophasmatodea
    - Семейство Mantophasmatidae

- Разред Пръчици (Phasmatodea) Jacobson & Bianchi, 1902
  - Подразред Agathemerodea
    - Семейство Agathemeridae

  - Подразред Timematodea
    - Семейство Timematidae

  - Подразред Verophasmatodea
    - Инфраразред Anareolatae
      - Семейство Diapheromeridae
      - Семейство Phasmatidae

    - Инфраразред Areolatae
      - Семейство Aschiphasmatidae
      - Семейство Bacillidae
      - Семейство Heteronemiidae
      - Семейство Phylliidae
      - Семейство Pseudophasmatidae

- Разред Сенояди (Psocoptera) Shipley, 1904
  - Подразред Trogiomorpha
    - Инфраразред Atropetae
      - Семейство Lepidopsocidae
      - Семейство Psoquillidae
      - Семейство Trogiidae

    - Инфраразред Psocathropetae
      - Семейство Prionoglarididae
      - Семейство Psyllipsocidae

  - Подразред Troctomorpha
    - Инфраразред Amphientometae
      - Надсемейство Amphientomoidea
        - Семейство Amphientomidae
        - Семейство Troctopsocidae

      - Надсемейство Electrentomoidea
        - Семейство Protroctopsocidae

    - Инфраразред Nanopsocetae
      - Семейство Liposcelididae
      - Семейство Pachytroctidae
      - Семейство Sphaeropsocidae

  - Подразред Psocomorpha
    - Инфраразред Epipsocetae
      - Семейство Cladiopsocidae
      - Семейство Dolabellopsocidae
      - Семейство Epipsocidae
      - Семейство Neurostigmatidae
      - Семейство Ptiloneuridae
      - Семейство Spurostigmatidae

    - Инфраразред Caeciliusetae
      - Надсемейство Asiopsocoidea
        - Семейство Asiopsocidae

      - Надсемейство Caeciliusoidea
        - Семейство Caeciliusidae
        - Семейство Stenopsocidae
        - Семейство Amphipsocidae
        - Семейство Dasydemellidae

    - Инфраразред Homilopsocidea
      - Семейство Archipsocidae
      - Семейство Bryopsocidae
      - Семейство Calopsocidae
      - Семейство Ectopsocidae
      - Семейство Elipsocidae
      - Семейство Lachesillidae
      - Семейство Lesneiidae
      - Семейство Mesopsocidae
      - Семейство Peripsocidae
      - Семейство Philotarsidae
      - Семейство Pseudocaeciliidae
      - Семейство Sabulopsocidae
      - Семейство Trichopsocidae

    - Инфраразред Psocetae
      - Семейство Hemipsocidae
      - Семейство Psocidae
      - Семейство Psilopsocidae
      - Семейство Myopsocidae

- Разред Трипси (Thysanoptera) Haliday, 1836
  - Подразред Terebrantia
    - Семейство †Hemithripidae
    - Семейство †Jezzinothripidae
    - Семейство †Karataothripidae
    - Семейство †Scudderothripidae
    - Семейство †Triassothripidae
    - Семейство Adiheterothripidae
    - Семейство Aeolothripidae
    - Семейство Fauriellidae
    - Семейство Heterothripidae
    - Семейство Melanthripidae
    - Семейство Merothripidae
    - Семейство Thripidae
    - Семейство Uzelothripidae

  - Подразред Tubulifera
    - Семейство Phlaeothripidae

- Разред Въшки (Phthiraptera) Haeckel, 1896
  - Подразред Amblycera
    - Семейство Boopidae
    - Семейство Gyropidae
    - Семейство Laemobothriidae
    - Семейство Menoponidae
    - Семейство Ricinidae
    - Семейство Trimenoponidae

  - Подразред Anoplura
    - Семейство Echinophthiriidae
    - Семейство Enderleinellidae
    - Семейство Haematopinidae
    - Семейство Hamophthiriidae
    - Семейство Hoplopleuridae
    - Семейство Hybophthiridae
    - Семейство Linognathidae
    - Семейство Microthoraciidae
    - Семейство Neolinognathidae
    - Семейство Pecaroecidae
    - Семейство Pedicinidae
    - Семейство Pediculidae
    - Семейство Pthiridae
    - Семейство Polyplacidae
    - Семейство Ratemiidae

  - Подразред Ischnocera
    - Семейство Heptapsogasteridae
    - Семейство Goniodidae
    - Семейство Philopteridae
    - Семейство Trichodectidae

  - Подразред Rhyncophthirina
    - Семейство Haematomyzidae

- Разред Полутвърдокрили (Hemiptera) Linnaeus, 1758
  - Подразред Auchenorrhyncha
    - Инфраотряд Cicadomorpha
      - Надсемейство Cercopoidea
        - Семейство Aphrophoridae
        - Семейство Cercopidae
        - Семейство Clastopteridae
        - Семейство Epipygidae
        - Семейство Machaerotidae

      - Надсемейство Цикади (Cicadoidea)
        - Семейство Cicadidae
        - Семейство Tettigarctidae

      - Надсемейство Membracoidea
        - Семейство Aetalionidae
        - Семейство Cicadellidae
        - Семейство Melizoderidae
        - Семейство Membracidae
        - Семейство Myerslopiidae

    - Инфраотряд Fulgoromorpha
      - Надсемейство Fulgoroidea
        - Семейство Acanaloniidae
        - Семейство Achilidae
        - Семейство Achilixiidae
        - Семейство Cixiidae
        - Семейство Delphacidae
        - Семейство Derbidae
        - Семейство Dictyopharidae
        - Семейство Eurybrachidae
        - Семейство Flatidae
        - Семейство Fulgoridae
        - Семейство Gengidae
        - Семейство Hypochthonellidae
        - Семейство Issidae
        - Семейство Kinnaridae
        - Семейство Lophopidae
        - Семейство Meenoplidae
        - Семейство Nogodinidae
        - Семейство Ricaniidae
        - Семейство Tettigometridae
        - Семейство Tropiduchidae

  - Подразред Coleorrhyncha
    - Семейство †Hoploridiidae
    - Семейство †Karabasiidae
    - Семейство †Progonocimicidae
    - Семейство Peloridiidae

  - Подразред Дървеници (Heteroptera) Latreille, 1810
    - Инфраразред Cimicomorpha
      - Семейство Anthocoridae
      - Семейство Паразитни дървеници (Cimicidae)
      - Семейство Curaliidae
      - Семейство Joppeicidae
      - Семейство Lasiochilidae
      - Семейство Lyctocoridae
      - Семейство Medocostidae
      - Семейство Microphysidae
      - Семейство Miridae
      - Семейство Nabidae
      - Семейство Pachynomidae
      - Семейство Plokiophilidae
      - Семейство Polyctenidae
      - Семейство Reduviidae
      - Семейство Thaumastocoridae
      - Семейство Tingidae
      - Семейство Velocipedidae

    - Инфраразред Dipsocoromorpha
      - Семейство Ceratocombidae
      - Семейство Dipsocoridae
      - Семейство Hypsipterygidae
      - Семейство Schizopteridae
      - Семейство Stemmocryptidae

    - Инфраразред Enicocephalomorpha
      - Семейство Enicocephalidae
      - Семейство Aenictopecheidae

    - Инфраразред Gerromorpha
      - Надсемейство Mesovelioidea
        - Семейство Madeoveliidae
        - Семейство Mesoveliidae

      - Надсемейство Hebroidea
        - Семейство Hebridae

      - Надсемейство Hydrometroidea
        - Семейство Paraphrynoveliidae
        - Семейство Hydrometridae
        - Семейство Macroveliidae

      - Надсемейство Gerroidea
        - Семейство Hermatobatidae
        - Семейство Gerridae
        - Семейство Veliidae

    - Инфраразред Leptopodomorpha
      - Семейство Saldidae
      - Семейство Leptopodidae
      - Семейство Omaniidae
      - Семейство Aepophilidae

    - Инфраразред Nepomorpha
      - Семейство Triassocoridae
      - Надсемейство Nepoidea
        - Семейство Belostomatidae
        - Семейство Nepidae

      - Надсемейство Corixoidea
        - Семейство Corixidae

      - Надсемейство Ochteroidea
        - Семейство Gelastocoridae
        - Семейство Ochteridae

      - Надсемейство Aphelocheiroidea
        - Семейство Aphelocheiridae
        - Семейство Potamocoridae

      - Надсемейство Naucoroidea
        - Семейство Naucoridae

      - Надсемейство Notonectoidea
        - Семейство Notonectidae

      - Надсемейство Pleoidea
        - Семейство Helotrephidae
        - Семейство Pleidae

    - Инфраразред Pentatomomorpha
      - Надсемейство Aradoidea
        - Семейство Aradidae Spinola, 1837
        - Семейство Termitaphididae Myers, 1924

      - Надсемейство Coreoidea
        - Семейство Alydidae Amyot & Serville, 1843
        - Семейство Coreidae Leach, 1815
        - Семейство Hyocephalidae
        - Семейство Rhopalidae Amyot & Serville, 1843
        - Семейство Stenocephalidae

      - Надсемейство Idostoloidea
        - Семейство Henicocoridae
        - Семейство Idiostolidae

      - Надсемейство Lygaeoidea
        - Семейство Artheneidae
        - Семейство Berytidae Fieber, 1851
        - Семейство Blissidae
        - Семейство Colobathristidae
        - Семейство Cryptorhamphidae
        - Семейство Cymidae
        - Семейство Geocoridae Kirkaldy, 1902
        - Семейство Heterogastridae
        - Семейство Lygaeidae Schilling, 1829
        - Семейство Malcidae
        - Семейство Ninidae
        - Семейство Oxycarenidae
        - Семейство Pachygronthidae
        - Семейство Piesmatidae
        - Семейство Pyrrhocoridae
        - Семейство Rhyparochromidae

      - Надсемейство Pentatomoidea
        - Семейство Acanthosomatidae Signoret, 1863
        - Семейство Cydnidae Billberg, 1820
        - Семейство Dinidoridae
        - Семейство Parastrachiidae
        - Семейство Pentatomidae Leach, 1815
        - Семейство Plataspidae
        - Семейство Scutelleridae Leach, 1815
        - Семейство Tesseratomidae Stål, 1864
        - Семейство Thaumastellidae
        - Семейство Thyreocoridae Amyot & Serville, 1843
        - Семейство Urostylidae

      - Надсемейство Piesmatoidea
        - Семейство Piesmatidae

      - Надсемейство Pyrrhocoroidea
        - Семейство Largidae Amyot & Serville, 1843
        - Семейство Pyrrhocoridae

  - Подразред Sternorrhyncha
    - Надсемейство Adelgoidea
      - Семейство Adelgidae
      - Семейство Phylloxeridae

    - Надсемейство Aleyrodoidea
      - Семейство Aleyrodidae Westwood, 1840

    - Надсемейство Листни въшки (Aphidoidea)
      - Семейство Aphididae
      - Семейство Eriosomatidae

    - Надсемейство Coccoidea Handlirsch, 1903
      - Семейство Aclerdidae
      - Семейство Asterolecaniidae Berlese, 1898
      - Семейство Coccidae Stephens, 1829
      - Семейство Conchaspididae
      - Семейство Dactylopiidae
      - Семейство Diaspididae Maskell, 1878
      - Семейство Eriococcidae
      - Семейство Kermesidae Signoret, 1875
      - Семейство Kermidae
      - Семейство Lacciferidae
      - Семейство Margarodidae Newstead, 1901
      - Семейство Ortheziidae Green, 1896
      - Семейство Pseudococcidae Heymons, 1915

    - Надсемейство Psylloidea
      - Семейство Psyllidae

- Разред Ципокрили (Hymenoptera) Linnaeus, 1758
  - Подразред Низши ципокрили (Symphyta) Gerstäcker, 1867
    - Надсемейство †Ephialtitoidea Handlirsch, 1906
      - Семейство †Ephialtitidae Handlirsch, 1906
      - Семейство †Karatavitidae Rasnitsyn, 1963

    - Надсемейство Cephoidea Newman, 1834
      - Семейство †Sepulcidae Rasnitsyn, 1968
      - Семейство Cephidae Newman, 1834

    - Надсемейство Orussoidea Newman 1834
      - Семейство †Paroryssidae Martynov, 1925
      - Семейство Паразитни дървесни оси (Orussidae) Newman 1834

    - Надсемейство Pamphilioidea Cameron, 1890
      - Семейство †Praesiricidae Rasnitsyn, 1968
      - Семейство †Xyelydidae Rasnitsyn 1968
      - Семейство Megalodontesidae Konow, 1897
      - Семейство Паяжинообразуващи листни оси (Pamphiliidae) Cameron, 1890

    - Надсемейство Siricoidea Billberg, 1820
      - Семейство †Beipiaosiricidae Hong 1983
      - Семейство †Daohugoidae Rasnitsyn, Zhang, 2004
      - Семейство †Gigasiricidae Rasnitsyn, 1968
      - Семейство †Protosiricidae Rasnitsyn et Zhang, 2004
      - Семейство †Pseudosiricidae Handlirsch, 1906
      - Семейство †Sinosiricidae (Hong, 1975)
      - Семейство Anaxyelidae Martynov, 1925
      - Семейство Praesiricidae Rasnitsyn, 1968
      - Семейство Дървени оси (Siricidae) Billberg, 1820

    - Надсемейство Tenthredinoidea Latreille, 1802
      - Семейство †Electrotomidae Rasnitsyn, 1977
      - Семейство †Xyelotomidae Rasnitsyn, 1968
      - Семейство Argidae Konow, 1890
      - Семейство Blasticotomidae Thomson, 1871
      - Семейство Cimbicidae Leach, 1817
      - Семейство Diprionidae Rohwer, 1911
      - Семейство Pergidae Rohwer, 1911
      - Семейство Растителноядни оси (Tenthredinidae) Latreille, 1802

    - Надсемейство Xyeloidea Newman 1834
      - Семейство Xyelidae Newman, 1835
      - Семейство Xiphydriidae Leach, 1819

  - Подразред Висши ципокрили (Apocrita) Gerstaecker, 1867
    - Инфраразред Aculeata Latreille, 1802
      - Надсемейство †Bethylonymoidea Rasnitsyn, 1975
        - Семейство †Bethylonymidae Rasnitsyn, 1975

      - Надсемейство Apoidea Latreille, 1802
        - Семейство †Angarosphecidae Rasnitsyn, 1975
        - Семейство †Paleomelittidae M.S. Engel, 2001
        - Семейство Ampulicidae Shuckard, 1840
        - Семейство Andrenidae Latreille, 1802
        - Семейство Apidae Latreille, 1802
        - Семейство Colletidae Fargeau, 1841
        - Семейство Crabronidae Latreille, 1802
        - Семейство Halictidae Thomson, 1869
        - Семейство Heterogynaidae Nagy, 1969
        - Семейство Megachilidae Latreille, 1802
        - Семейство Melittidae Schenck, 1860
        - Семейство Sphecidae Latreille, 1802
        - Семейство Stenotritidae Michener, 2000

      - Надсемейство Chrysidoidea Latreille, 1802
        - Семейство †Plumalexiidae Brothers, 2011
        - Семейство Bethylidae Ashmead, 1893
        - Семейство Chrysididae Latreille, 1802
        - Семейство Dryinidae Haliday, 1840
        - Семейство Embolemidae Förster, 1856
        - Семейство Plumariidae Bischoff, 1914
        - Семейство Sclerogibbidae Ashmead, 1902
        - Семейство Scolebythidae Evans, 1963

      - Надсемейство Vespoidea Latreille, 1802
        - Семейство Bradynobaenidae Saussure, 1892
        - Семейство Мравки (Formicidae) Latreille, 1809
        - Семейство Mutillidae Latreille, 1802
        - Семейство Pompilidae Harris, 1987
        - Семейство Rhopalosomatidae Brues, 1922
        - Семейство Sapygidae Latreille, 1810
        - Семейство Scoliidae Latreille, 1802
        - Семейство Sierolomorphidae Krombein, 1951
        - Семейство Tiphiidae Latreille, 1802
        - Семейство Оси (Vespidae) Latreille, 1802

    - Инфраразред Parasitica Hartig, 1837
      - Надсемейство †Serphitoidea Brues, 1937
        - Семейство Serphitidae Brues, 1937

      - Надсемейство Ceraphronoidea Haliday, 1833
        - Семейство †Radiophronidae Ortega-Blanco, Rasnitsyn & Delclòs, 2010
        - Семейство †Stigmaphronidae Kozlov, 1975
        - Семейство Ceraphronidae Haliday, 1833
        - Семейство Megaspilidae Ashmead, 1893

      - Надсемейство Chalcidoidea Latreille, 1817
        - Семейство Agaonidae (Walker, 1848)
        - Семейство Aphelinidae (Thomson, 1876)
        - Семейство Chalcididae (Latreille, 1817)
        - Семейство Elasmidae Forster, 1856
        - Семейство Encyrtidae (Walker, 1837)
        - Семейство Eucharitidae (Latreille, 1809)
        - Семейство Eulophidae (Westwood, 1829)
        - Семейство Eupelmidae (Walker, 1833)
        - Семейство Eurytomidae (Walker, 1832)
        - Семейство Leucospidae (Walker, 1834)
        - Семейство Mymaridae (Haliday, 1833)
        - Семейство Ormyridae (Forster, 1856)
        - Семейство Perilampidae (Latreille, 1809)
        - Семейство Pteromalidae (Dalman, 1820)
        - Семейство Signiphoridae (Ashmead, 1880)
        - Семейство Tanaostigmatidae (Howard, 1890)
        - Семейство Tetracampidae (Forster, 1856)
        - Семейство Torymidae (Walker, 1833)
        - Семейство Trichogrammatidae (Haliday et Walker, 1851)

      - Надсемейство Cynipoidea Latreille, 1802
        - Семейство †Gerocynipidae Liu & Engel, 2007
        - Семейство †Protimaspidae Liu & Engel, 2007
        - Семейство †Stolamissidae Liu & Engel, 2007
        - Семейство Austrocynipidae Riek, 1971
        - Семейство Шикалкотворки (Cynipidae) Latreille, 1802
        - Семейство Figitidae Thomson, 1862
        - Семейство Ibaliidae Thomson, 1862
        - Семейство Liopteridae Ashmead, 1895

      - Надсемейство Evanioidea Latreille, 1802
        - Семейство †Andreneliidae Rasnitsyn & Martínez-Delclòs, 2000
        - Семейство †Anomopterellidae Rasnitsyn, 1975
        - Семейство †Baissidae Rasnitsyn, 1975
        - Семейство †Praeaulacidae Rasnitsyn, 1972
        - Семейство Aulacidae (Rasnitsyn, 1980)
        - Семейство Evaniidae Schletterer, 1889
        - Семейство Gasteruptiidae Schletterer, 1889

      - Надсемейство Ichneumonoidea Latreille, 1802
        - Семейство †Praeichneumonidae Rasnitsyn, 1983
        - Семейство Braconidae Nees, 1811
        - Семейство Ichneumonidae Latreille, 1802

      - Надсемейство Megalyroidea Schletterer, 1889
        - Семейство Megalyridae Schletterer, 1889

      - Надсемейство Mymarommatoidea Debauche, 1948
        - Семейство †Gallorommatidae Gibson et al., 2007
        - Семейство Mymarommatidae Debauche, 1948

      - Надсемейство Platygastroidea Benoit, 1949
        - Семейство Platygastridae Haliday, 1833

      - Надсемейство Proctotrupoidea Latreille, 1802
        - Семейство †Mesoserphidae Kozlov, (1970)
        - Семейство Heloridae Foerster, 1856
        - Семейство Monomachidae Ashmead, 1902
        - Семейство Pelecinidae Haliday, 1840
        - Семейство Peradeniidae Naumann & Masner, 1984 
        - Семейство Proctotrupidae Latreille, 1802
        - Семейство Proctorenyxidae Lelej et Kozlov, 1999
        - Семейство Roproniidae Viereck, 1916
        - Семейство Vanhorniidae J.C. Crawford, 1909

      - Надсемейство Stephanoidea Benoit, 1949
        - Семейство †Maimetshidae Rasnitsyn, 1975
        - Семейство Stephanidae Benoit, 1949

      - Надсемейство Trigonaloidea Cresson, (1887)
        - Семейство Trigonalidae Cresson, 1887

- Разред Твърдокрили (Coleoptera) Linnaeus, 1758
  - Подразред †Protocoleoptera Crowson, (1975)
    - Надсемейство †Permocupedoidea Martynov, 1933
      - Семейство †Permocupedidae Martynov, 1933
      - Семейство †Taldycupedidae Rohdendorf, 1961

    - Надсемейство †Permosynoidea Tillyard, 1924
      - Семейство †Ademosynidae Ponomarenko, 1968
      - Семейство †Permosynidae Tillyard, 1924

    - Надсемейство †Tshekardocoleoidea Rohdendorf, 1944
      - Семейство †Labradorocoleidae Ponomarenko, 1969
      - Семейство †Oborocoleidae Kukalová, 1969
      - Семейство †Tshekardocoleidae Rohdendorf, 1944

  - Подразред Adephaga Schellenberg, 1806
    - Семейство †Colymbotethidae Ponomarenko, 1993
    - Семейство †Coptoclavidae Ponomarenko, 1961
    - Семейство †Liadytidae Ponomarenko, 1977
    - Семейство †Parahygrobiidae Ponomarenko, 1977
    - Семейство †Triaplidae Ponomarenko, 1977
    - Семейство †Tritarsidae Hong, 2002
    - Семейство Amphizoidae LeConte, 1853
    - Семейство Бегачи (Carabidae) Latreille, 1802
    - Семейство Плавачи (Dytiscidae) Leach, 1815
    - Семейство Gyrinidae Latreille, 1802
    - Семейство Haliplidae Aube, 1836
    - Семейство Hygrobiidae Régimbart, 1878
    - Семейство Noteridae C.G. Thomson, 1860
    - Семейство Рисодиди (Rhysodidae) Laporte, 1840
    - Семейство Trachypachidae C.G. Thomson, 1857

  - Подразред Archostemata Kolbe, 1908
    - Семейство †Magnocoleidae Hong, 1998
    - Семейство †Obrieniidae Zherikhin & Gratshev, 1994
    - Семейство †Triadocupedidae Ponomarenko, 1966
    - Семейство Crowsoniellidae Iablokoff-Khnzorian, 1983
    - Семейство Cupedidae Laporte, 1836
    - Семейство Jurodidae Ponomarenko, 1985
    - Семейство Micromalthidae Barber, 1983
    - Семейство Ommatidae Sharp and Muir, 1912

  - Подразред Myxophaga Crowson, 1955
    - Семейство †Asiocoleoidea Rohdendorf, 1961
    - Семейство †Rhombocoleoidea Rohdendorf, 1961
    - Семейство †Schizophoroidea Ponomarenko, 1968
    - Семейство Hydroscaphidae LeConte, 1874
    - Семейство Lepiceridae Hinton, 1936
    - Семейство Sphaeriusidae (Microsporidae) Erichson, 1845
    - Семейство Torridincolidae Steffan, 1964

  - Подразред Всеядни насекоми (Polyphaga) Emery, 1886
    - Инфраразред Bostrichiformia Forbes, 1926
      - Надсемейство Bostrichoidea Latreille, 1802
        - Семейство Хлебни бръмбари (Anobiidae) Fleming, 1821
        - Семейство Bostrichidae Latreille, 1802
        - Семейство Кожояди (Dermestidae) Latreille, 1804
        - Семейство Jacobsoniidae Heller, 1926
        - Семейство Nosodendridae Erichson, 1846

      - Надсемейство Derodontoidea LeConte, 1861
        - Семейство Derodontidae LeConte, 1861

    - Инфраразред Cucujiformia Lameere, 1938
      - Надсемейство Chrysomeloidea Latreille, 1802
        - Семейство Сечковци (Cerambycidae) Latreille, 1802
        - Семейство Листояди (Chrysomelidae) Latreille, 1802
        - Семейство Megalopodidae Latreille, 1802
        - Семейство Orsodacnidae C. G. Thomson, 1869

      - Надсемейство Cleroidea Latreille, 1802
        - Семейство Acanthocnemidae Crowson, 1964
        - Семейство Chaetosomatidae Crowson, 1952
        - Семейство Cleridae Latreille, 1802
        - Семейство Melyridae Leach, 1815
        - Семейство Phloiophilidae Kiesenwetter, 1863
        - Семейство Phycosecidae Crowson, 1952
        - Семейство Prionoceridae Lacordaire, 1857
        - Семейство Trogossitidae Latreille, 1802

      - Надсемейство Cucujoidea Latreille, 1802
        - Семейство †Tetrameropseidae Kirejtshuk & Azar, 2008
        - Семейство Alexiidae Imhoff, 1856
        - Семейство Biphyllidae LeConte, 1861
        - Семейство Boganiidae Sen Gupta and Crowson, 1966
        - Семейство Bothrideridae Erichson, 1845
        - Семейство Byturidae Jacquelin du Val, 1858
        - Семейство Cavognathidae Sen Gupta and Crowson, 1966
        - Семейство Cerylonidae Billberg, 1820
        - Семейство Калинки (Coccinellidae) Latreille, 1807
        - Семейство Corylophidae LeConte, 1852
        - Семейство Cryptophagidae Kirby, 1937
        - Семейство Cucujidae Latreille, 1802
        - Семейство Discolomatidae Horn, 1878
        - Семейство Endomychidae Leach, 1815
        - Семейство Erotylidae Latreille, 1802
        - Семейство Helotidae Reitter, 1876
        - Семейство Hobartiidae Sen Gupta and Crowson, 1966
        - Семейство Kateretidae (Brachypteridae) Erichson in Agassiz, 1846
        - Семейство Laemophloeidae Ganglbauer, 1899
        - Семейство Lamingtoniidae Sen Gupta and Crowson, 1966
        - Семейство Languriidae Crotch, 1873
        - Семейство Latridiidae Erichson, 1842
        - Семейство Monotomidae Laporte, 1840
        - Семейство Лъскави бръмбари (Nitidulidae) Latreille, 1802
        - Семейство Passandridae Erichson, 1845
        - Семейство Phalacridae Leach, 1815
        - Семейство Phloeostichidae Reitter, 1911
        - Семейство Propalticidae Crowson, 1952
        - Семейство Protocucujidae Crowson, 1954
        - Семейство Silvanidae Kirby, 1937
        - Семейство Smicripidae Horn, 1879
        - Семейство Sphindidae Jacquelin du Val, 1860

      - Надсемейство Хоботни бръмбари (Curculionoidea) Latreille, 1802
        - Семейство †Ulyanidae Zherichin, 1993
        - Семейство Anthribidae Billberg, 1820
        - Семейство Attelabidae Billberg, 1820
        - Семейство Belidae Schönherr, 1826
        - Семейство Brentidae Billberg, 1820
        - Семейство Caridae Thompson, 1992
        - Семейство Хоботници (Curculionidae) Latreille, 1802
        - Семейство Ithyceridae Schönherr, 1823
        - Семейство Nemonychidae Bedel, 1882

      - Надсемейство Lymexyloidea Fleming, 1821
        - Семейство Lymexylidae Fleming, 1821

      - Надсемейство Tenebrionoidea Latreille, 1802
        - Семейство Aderidae Winkler, 1927
        - Семейство Anthicidae Latreille, 1819
        - Семейство Archeocrypticidae Kaszab, 1964
        - Семейство Boridae C. G. Thomson, 1859
        - Семейство Chalcodryidae Watt, 1974
        - Семейство Ciidae (Cisidae) Leach, 1819
        - Семейство Melandryidae Leach, 1815
        - Семейство Meloidae Gyllenhal, 1810
        - Семейство Mordellidae Latreille, 1802
        - Семейство Mycetophagidae Leach, 1815
        - Семейство Mycteridae Blanchard, 1845
        - Семейство Oedemeridae Latreille, 1810
        - Семейство Perimylopidae St. George, 1939
        - Семейство Prostomidae C. G. Thomson, 1859
        - Семейство Pterogeniidae Crowson, 1953
        - Семейство Pyrochroidae Latreille, 1807
        - Семейство Pythidae Solier, 1834
        - Семейство Ripiphoridae Gemminger and Harold, 1870
        - Семейство Salpingidae Leach, 1815
        - Семейство Scraptiidae Mulsant, 1856
        - Семейство Stenotrachelidae C. G. Thomson, 1859
        - Семейство Synchroidae Lacordaire, 1859
        - Семейство Чернотелки (Tenebrionidae) Latreille, 1802
        - Семейство Tetratomidae Billberg, 1820
        - Семейство Trachelostenidae Lacordaire, 1859
        - Семейство Trictenotomidae Blanchard, 1845
        - Семейство Ulodidae Pascoe, 1869
        - Семейство Zopheridae Solier, 1834

    - Инфраразред Elateriformia Crowson, 1960
      - Надсемейство Buprestoidea Leach, 1815
        - Семейство Бронзовки (Buprestidae) Leach, 1815
        - Семейство Schizopodidae LeConte, 1861

      - Надсемейство Byrrhoidea Latreille, 1804
        - Семейство Byrrhidae Latreille, 1804
        - Семейство Callirhipidae Emden, 1924
        - Семейство Chelonariidae Blanchard, 1845
        - Семейство Cneoglossidae Champion, 1897
        - Семейство Dryopidae Billberg, 1820
        - Семейство Elmidae Curtis, 1830
        - Семейство Eulichadidae Crowson, 1973
        - Семейство Heteroceridae MacLeay, 1825
        - Семейство Limnichidae Erichson, 1846
        - Семейство Lutrochidae Kasap and Crowson, 1975
        - Семейство Psephenidae Lacordaire, 1854
        - Семейство Ptilodactylidae Laporte, 1836

      - Надсемейство Dascilloidea Guerin-Meneville, 1843
        - Семейство Dascillidae Guérin-Méneville, 1843
        - Семейство Rhipiceridae Latreille, 1834

      - Надсемейство Elateroidea Leach, 1815
        - Семейство †Berendtimiridae Winkler, 1987
        - Семейство †Electrapatidae Iablokoff-Khnzorian, 1962
        - Семейство †Praelateriidae Dolin, 1973
        - Семейство Artematopodidae (Eurypogonidae) Lacordaire, 1857
        - Семейство Brachypsectridae Leconte and Horn, 1883
        - Семейство Cantharidae Imhoff, 1856
        - Семейство Cerophytidae Latreille, 1834
        - Семейство Drilidae Blanchard, 1845
        - Семейство Полски ковачи (Elateridae) Leach, 1815
        - Семейство Eucnemidae Eschscholtz, 1829
        - Семейство Светулки (Lampyridae) Latreille, 1817
        - Семейство Lycidae Laporte, 1836
        - Семейство Omalisidae Lacordaire, 1857
        - Семейство Omethidae LeConte, 1861
        - Семейство Phengodidae LeConte, 1861
        - Семейство Plastoceridae Crowson, 1972
        - Семейство Podabrocephalidae Pic, 1930
        - Семейство Rhinorhipidae Lawrence, 1988
        - Семейство Telegeusidae Leng, 1920
        - Семейство Throscidae (Trixagidae) Laporte, 1840

      - Надсемейство Scirtoidea Fleming, 1821
        - Семейство †Elodophthalmidae Kirejtshuk & Azar, 2008
        - Семейство †Mesocinetidae Kirejtshuk & Ponomarenko, 2010
        - Семейство Clambidae Fischer, 1821
        - Семейство Decliniidae Nikitsky et al., 1994
        - Семейство Eucinetidae Lacordaire, 1857
        - Семейство Scirtidae (Helodidae) Fleming, 1821

    - Инфраразред Скарабеовидни (Scarabaeiformia) Crowson, 1960
      - Надсемейство Пластинчатоусни (Scarabaeoidea) Latreille, 1802
        - Семейство †Lithoscarabaeidae Nikolajev, 1992
        - Семейство †Paralucanidae Nikolajev, 2000
        - Семейство Belohinidae Paulian, 1959
        - Семейство Bolboceratidae Laporte de Castelnau, 1840
        - Семейство Ceratocanthidae (Acanthoceridae) White, 1842
        - Семейство Diphyllostomatidae Holloway, 1972
        - Семейство Трупояди (Geotrupidae) Latreille, 1802
        - Семейство Glaphyridae MacLeay, 1819
        - Семейство Glaresidae Semenov-Tian-Shanskii and Medvedev, 1932
        - Семейство Hybosoridae Erichson, 1847
        - Семейство Рогачови (Lucanidae) Latreille, 1804
        - Семейство Ochodaeidae Mulsant and Rey, 1871
        - Семейство Passalidae Leach, 1815
        - Семейство Pleocomidae LeConte, 1861
        - Семейство Листороги бръмбари (Scarabaeidae) Latreille, 1802
        - Семейство Trogidae MacLeay, 1819

    - Инфраразред Staphyliniformia Lameere, 1900
      - Надсемейство Hydrophiloidea Latreille, 1802
        - Семейство Histeridae Gyllenhal, 1808
        - Семейство Hydrophilidae Latreille, 1802
        - Семейство Sphaeritidae Schuckard, 1839
        - Семейство Synteliidae Lewis, 1882

      - Надсемейство Staphylinoidea Latreille, 1802
        - Семейство Agyrtidae C.G. Thomson, 1859
        - Семейство Hydraenidae Mulsant, 1844
        - Семейство Leiodidae (Anisotomidae) Fleming, 1821
        - Семейство Ptiliidae Erichson, 1845
        - Семейство Scydmaenidae Leach, 1815
        - Семейство Silphidae Latreille, 1807
        - Семейство Късокрили бръмбари (Staphylinidae) Latreille, 1802

- Разред Ветрилокрили (Strepsiptera) Kirby, 1813
  - Семейство †Cretostylopidae
  - Семейство †Mengeidae
  - Семейство †Protoxenidae
  - Семейство Bahiaxenidae
  - Семейство Bohartillidae
  - Семейство Callipharixenidae
  - Семейство Corioxenidae
  - Семейство Elenchidae
  - Семейство Halictophagidae
  - Семейство Mengenillidae
  - Семейство Myrmecolacidae
  - Семейство Stylopidae

- Разред Камилки (Raphidioptera, Rhaphidioptera) Handlirsch, 1908
  - Подразред †Priscaenigmatomorpha Engel 2002
    - Семейство †Priscaenigmatidae Engel, 2002

  - Подразред Raphidiomorpha
    - Семейство †Baissopteridae Martynova, 1961
    - Семейство †Metaraphidiidae Bechly & Wolf-Schwenninger, 2011
    - Семейство †Mesoraphidiidae Martynov, 1925
    - Семейство Inocelliidae
    - Семейство Raphidiidae

- Разред Мегалоптери (Megaloptera) Latreille, 1802
  - Семейство Corydalidae Latreille, 1802
  - Семейство Sialidae Leach, 1815

- Разред Мрежокрили (Neuroptera) Linnaeus, 1758
  - Семейство Permithonidae
  - Семейство Prohemerobiidae
  - Семейство Nevrorthidae
  - Семейство Grammosmylidae
  - Семейство Osmylitidae
  - Надсемейство Osmyloidea
    - Семейство Osmylidae

  - Подразред Hemerobiiformia
    - Надсемейство Ithonioidea
      - Семейство Ithonidae
      - Семейство Polystoechotidae

    - Надсемейство Chrysopoidea
      - Семейство Ascalochrysidae
      - Семейство Mesochrysopidae
      - Семейство Златоочици (Chrysopidae) Schneider, 1851

    - Надсемейство Hemerobioidea
      - Семейство Hemerobiidae

    - Надсемейство Coniopterygoidea
      - Семейство Coniopterygidae
      - Семейство Sisyridae

    - Надсемейство Mantispoidea
      - Семейство Dilaridae
      - Семейство Mantispidae
      - Семейство Mesithonidae
      - Семейство Rhachiberothidae
      - Семейство Berothidae

  - Подразред Myrmeleontiformia
    - Надсемейство Nemopteroidea
      - Семейство Kalligrammatidae
      - Семейство Psychopsidae
      - Семейство Nemopteridae

    - Надсемейство Myrmeleontoidea
      - Семейство Osmylopsychopidae
      - Семейство Nymphitidae
      - Семейство Solenoptilidae
      - Семейство Brogniartiellidae
      - Семейство Nymphidae
      - Семейство Babinskaiidae
      - Семейство Myrmeleontidae
      - Семейство Ascalaphidae

- Разред †Protodiptera Riek, 1977
  - Семейство †Permotanyderidae
  - Семейство †Permotipulidae

- Разред Скорпионни мухи (Mecoptera) Hyatt & Arms, 1891
  - Семейство †Dinopanorpidae
  - Семейство †Mesopsychidae
  - Семейство †Pseudopolycentropodidae
  - Семейство Apteropanorpidae
  - Семейство Bittacidae
  - Семейство Boreidae
  - Семейство Choristidae
  - Семейство Eomeropidae
  - Семейство Meropeidae
  - Семейство Nannochoristidae
  - Семейство Panorpidae
  - Семейство Panorpodidae

- Разред Бълхи (Siphonaptera) Latreille, 1825
  - Надсемейство Pulicoidea Billberg, 1820
    - Семейство Pulicidae
    - Семейство Tungidae

  - Надсемейство Malacopsylloidea Baker, 1905
    - Семейство Rhopalopsyllidae
    - Семейство Malacopsyllidae

  - Надсемейство Vermipsylloidea Wagner, 1889
    - Семейство Vermipsyllidae

  - Надсемейство Coptopsylloidea Wagner, 1928
    - Семейство Coptopsyllidae

  - Надсемейство Ancistropsylloidea Toumanoff et Fuller, 1947
    - Семейство Ancistropsyllidae

  - Надсемейство Pygiosylloidea Wagner, 1939
    - Семейство Lycopsyllidae
    - Семейство Pygiopsyllidae
    - Семейство Stivaliidae

  - Надсемейство Hystrichopsylloidea Tiraboschi, 1904
    - Семейство Chimaeropsyllidae
    - Семейство Hystrichopsyllidae

  - Надсемейство Macropsylloidea Oudemans, 1909
    - Семейство Macropsyllidae

  - Надсемейство Stephanocircidoidea Wagner, 1928
    - Семейство Stephanocircidae

  - Надсемейство Ceratophylloidea Dampf, 1908
    - Семейство Ceratopsyllidae
    - Семейство Ischnopsyllidae
    - Семейство Leptopsyllidae
    - Семейство Xiphiopsyllidae

- Разред Двукрили (Diptera) Linnaeus, 1758
  - Подразред Nematocera
    - Семейство Anisopodidae
    - Семейство Axymyiidae
    - Семейство Bibionidae
    - Семейство Blephariceridae
    - Семейство Canthyloscelidae
    - Семейство Галици (Cecidomyiidae)
    - Семейство Deuterophlebiidae
    - Семейство Mycetophilidae
    - Семейство Nymphomyiidae
    - Семейство Pachyneuridae
    - Семейство Psychodidae
    - Семейство Ptychopteridae
    - Семейство Scatopsidae
    - Семейство Sciaridae
    - Семейство Tanyderidae
    - Семейство Tipulidae
    - Семейство Trichoceridae
    - Надсемейство Culicoidea
      - Семейство Dixidae
      - Семейство Chaoboridae
      - Семейство Комари (Culicidae)

    - Надсемейство Chironomoidea
      - Семейство Thaumaleidae
      - Семейство Ceratopogonidae
      - Семейство Chironomidae
      - Семейство Зли мухи (Simuliidae)

  - Подразред Brachycera
    - Инфраразред Tabanomorpha
      - Семейство Конски мухи (Tabanidae)
      - Семейство Rhagionidae
      - Семейство Athericidae
      - Семейство Pelecorhynchidae
      - Семейство Xylophagidae
      - Семейство Xylomidae
      - Семейство Stratiomyidae

    - Инфраразред Asilomorpha
      - Надсемейство Nemestrinoidea
        - Семейство Nemestrinidae
        - Семейство Acroceridae
        - Семейство Bombyliidae

      - Надсемейство Asiloidea
        - Семейство Therevidae
        - Семейство Scenopinidae
        - Семейство Apioceridae
        - Семейство Mydidae
        - Семейство Asilidae

      - Надсемейство Empidoidea
        - Семейство Empididae
        - Семейство Dolichopodidae

    - Инфраразред Aschiza
      - Надсемейство Lonchopteroidea
        - Семейство Lonchopteridae

      - Надсемейство Phoroidea
        - Семейство Phoridae
        - Семейство Platypezidae

      - Надсемейство Sirphoidea
        - Семейство Pipunculidae
        - Семейство Сирфидни мухи (Syrphidae)

    - Инфраразред Schizophora
      - Надсемейство Conopoidea
        - Семейство Conopidae

      - Надсемейство Tephritoidea
        - Семейство Lonchaeidae
        - Семейство Tephritidae
        - Семейство Tachiniscidae
        - Семейство Pyrgotidae
        - Семейство Platystomatidae
        - Семейство Otitidae
        - Семейство Piophilidae
        - Семейство Richardiidae

      - Надсемейство Micropezoidea
        - Семейство Neriidae
        - Семейство Micropezidae
        - Семейство Cypselosomatidae

      - Надсемейство Tanypezoidea
        - Семейство Tanypezidae
        - Семейство Diopsidae
        - Семейство Heteromyzidae
        - Семейство Psilidae

      - Надсемейство Sciomizoidea
        - Семейство Sciomyzidae
        - Семейство Sepsidae
        - Семейство Dryomyzidae
        - Семейство Coelopidae

      - Надсемейство Lauxanioidea
        - Семейство Chamaemyiidae
        - Семейство Lauxanidae

      - Надсемейство Sphareoiceroidea
        - Семейство Heleomyzidae
        - Семейство Sphaeroceridae
        - Семейство Chyromyidae
        - Семейство Rhinotoridae

      - Надсемейство Anthomyzoidea
        - Семейство Opomysidae
        - Семейство Odiniidae
        - Семейство Aulacigastridae
        - Семейство Anthomyzidae
        - Семейство Asteiidae
        - Семейство Clusiidae
        - Семейство Agromysidae
        - Семейство Periscelididae
        - Семейство Milichiidae
        - Семейство Carnidae
        - Семейство Braulidae

      - Надсемейство Drosophiloidea
        - Семейство Curtonotidae
        - Семейство Drosophilidae
        - Семейство Ephydridae
        - Семейство Diastatidae
        - Семейство Cryptochetidae
        - Семейство Canacidae
        - Семейство Житни мухи (Chloropidae)
        - Семейство Camillidae

      - Надсемейство Muscoidea
        - Семейство Mormotomyiidae
        - Семейство Scathophagidae
        - Семейство Anthomyiidae
        - Семейство Fannidae
        - Семейство Muscidae

      - Надсемейство Tachinoidea
        - Семейство Calliphoridae
        - Семейство Sarcophagidae
        - Семейство Rhinophoridae
        - Семейство Tachinidae

      - Надсемейство Glossinoidea
        - Семейство Мухи цеце (Glossinidae)
        - Семейство Hippoboscidae
        - Семейство Streblidae
        - Семейство Nycteribiidae

      - Надсемейство Oestroidea
        - Семейство Oestridae
        - Семейство Cuterebridae
        - Семейство Gasterophilidae

- Разред †Glosselytrodea Martynov, 1938
  - Семейство †Archoglossopteridae
  - Семейство †Glosselytridae
  - Семейство †Jurinidae
  - Семейство †Permoberothidae

- Разред †Miomoptera Martynov, 1928
  - Семейство †Archaemiopteridae
  - Семейство †Metropatoridae
  - Семейство †Palaeomanteidae

- Разред Ручейници (Trichoptera) Kirby, 1813
  - Надсемейство Hydropsychoidea
    - Семейство Dipseudopsidae
    - Семейство Ecnomidae
    - Семейство Electralbertidae
    - Семейство Hydropsychidae
    - Семейство Polycentropodidae
    - Семейство Psychomyiidae
    - Семейство Xiphocentronidae

  - Надсемейство Hydroptiloidea
    - Семейство Glossosomatidae
    - Семейство Hydroptilidae
    - Семейство Ptilocolepidae

  - Надсемейство Leptoceroidea
    - Семейство Atriplectididae
    - Семейство Calamoceratidae
    - Семейство Molannidae
    - Семейство Leptoceridae
    - Семейство Limnocentropodidae
    - Семейство Odontoceridae
    - Семейство Philorheithridae

  - Надсемейство Limnephiloidea
    - Семейство Apataniidae
    - Семейство Goeridae
    - Семейство Limnephilidae
    - Семейство Rossianidae
    - Семейство Taymyrelectronidae
    - Семейство Uenoidae

  - Надсемейство Necrotaulioidea
    - Семейство Necrotauliidae

  - Надсемейство Philopotamoidea
    - Семейство Philopotamidae
    - Семейство Stenopsychidae

  - Надсемейство Phryganeoidea
    - Семейство Baissoferidae
    - Семейство Brachycentridae
    - Семейство Dysoneuridae
    - Семейство Kalophryganeidae
    - Семейство Kokiriidae
    - Семейство Lepidostomatidae
    - Семейство Oeconesidae
    - Семейство Phryganeidae
    - Семейство Phryganopsychidae
    - Семейство Pisuliidae
    - Семейство Plectrotarsidae

  - Надсемейство Rhyacophiloidea
    - Семейство Hydrobiosidae
    - Семейство Rhyacophilidae

  - Надсемейство Sericostomatoidea
    - Семейство Anomalopsychidae
    - Семейство Antipodoeciidae
    - Семейство Barbarochthonidae
    - Семейство Beraeidae
    - Семейство Calocidae
    - Семейство Chathamiidae
    - Семейство Conoesucidae
    - Семейство Helicophidae
    - Семейство Helicopsychidae
    - Семейство Hydrosalpingidae
    - Семейство Petrothrincidae
    - Семейство Sericostomatidae
    - Семейство Tasimiidae

  - Надсемейство Vitimotaulioidea
    - Семейство Vitimotauliidae
    - Семейство Cladochoristidae
    - Семейство Microptysmatidae
    - Семейство Prosepididontidae
    - Семейство Protomeropidae
    - Семейство Uraloptysmatidae

- Разред Пеперуди (Lepidoptera) Linnaeus, 1758
  - Семейство †Mesokristenseniidae Huang, Nel & Minet, 2010
  - Семейство Archaeolepidae
  - Подразред †Eolepidopterigina Rasn., 1983
    - Надсемейство †Eolepidopterigoidea
      - Семейство †Eolepidopterigidae Rasnitsyn, 1983

  - Подразред Zeugloptera Chapman, 1917
    - Надсемейство Micropterigoidea Herrich-Schäffer, 1855
      - Семейство Micropterigidae Herrich Schaffer, 1855

  - Подразред Heterobathmiina
    - Надсемейство Heterobathmioidea Kristensen & Nielsen, 1979
      - Семейство Heterobathmiidae Kristensen & Nielsen, 1979

  - Подразред Aglossata
    - Надсемейство Agathiphagoidea N.P. Kristensen, 1967
      - Семейство Agathiphagidae N.P. Kristensen, 1967

  - Подразред Glossata Latreille, 1802
    - Инфраразред Heteroneura
      - Отдел Ditrysia Borner, 1925
        - Секция Cossina
          - Подсекция Cossina
            - Надсемейство Castnioidea
              - Семейство Castniidae

            - Надсемейство Cossoidea
              - Серия Cossiformes
                - Семейство Cossidae Leach, 1815
                - Семейство Dudgeoneidae

              - Серия Limacodiformes
                - Семейство Cyclotornidae
                - Семейство Epipyropidae Dyar, 1903
                - Семейство Dalceridae
                - Семейство Limacodidae Duponchet, 1845

            - Надсемейство Tortricoidea
              - Семейство Листозавивачки (Tortricidae) Latreille, 1803

          - Подсекция Bombycina
            - Надсемейство Bombycoidea
              - Семейство Anthelidae
              - Семейство Копринопредящи (Bombycidae) Latreille, 1802
              - Семейство Brahmaeidae Swinhoe, 1892
              - Семейство Carthaeidae Common, 1966
              - Семейство Endromidae Boisduval, 1828
              - Семейство Eupterotidae
              - Семейство Лазиокампиди (Lasiocampidae) Harris, 1841
              - Семейство Lemoniidae Dyar, 1896
              - Семейство Mimallonidae
              - Семейство Mirinidae (Bombycidae)
              - Семейство Сатурниди (Saturniidae) Boisduval, 1837

            - Надсемейство Calliduloidea
              - Семейство Callidulidae

            - Надсемейство Cimelioidea
              - Семейство Cimeliidae (Axiidae)

            - Надсемейство Drepanoidea
              - Семейство Drepanidae Boisduval, 1828

            - Надсемейство Geometroidea
              - Семейство Педомерки (Geometridae) Leach, 1815
              - Семейство Hedylidae

            - Надсемейство Noctuoidea
              - Семейство Мечи пеперуди (Arctiidae) Leach, 1815
              - Семейство Doidae (Arctiidae)
              - Семейство Lymantriidae Hampson, 1893
              - Семейство Нощни пеперуди (Noctuidae) Latreille, 1809
              - Семейство Nolidae Hampson, 1894
              - Семейство Notodontidae Stephens, 1829
              - Семейство Oenosandridae (Notodontidae, Thaumatopoeidae)
              - Семейство Pantheidae

            - Надсемейство Papilionoidea
              - Серия Hesperiiformes
                - Семейство Hesperiidae Latreille, 1809

              - Серия Papilioniformes
                - Семейство Синевки (Lycaenidae) Leach, 1815
                - Семейство Многоцветници (Nymphalidae) Swainson, 1827
                - Семейство Лястовичи опашки (Papilionidae) Latreille, 1802
                - Семейство Белянки (Pieridae) Duponchel, 1835
                - Семейство Riodinidae

            - Надсемейство Sphingoidea
              - Семейство Вечерници (Sphingidae) Latreille, 1802

            - Надсемейство Uranioidea
              - Семейство Epicopeiidae
              - Семейство Sematuridae
              - Семейство Uraniidae

        - Секция Tineina
          - Подсекция
            - Надсемейство Sesioidea
              - Семейство Brachodidae (Glyphipterigidae) Hppner, 1979
              - Семейство Sesiidae Boisduval, 1828
              - Семейство Urodidae
              - Семейство Choreutidae (Glyphipterigidae) Stainton, 1854

            - Надсемейство Zygaenoidea
              - Семейство Heterogynidae Herrich Schaffer, 1846
              - Семейство Пъстрянки (Zygaenidae) Latreille, 1802
              - Семейство Himantopteridae
              - Семейство Lacturidae (Yponomeutidae)
              - Семейство Somabrachyidae (Megalopygidae) Hampson, 1920
              - Семейство Megalopygidae
              - Семейство Aididae (Megalpygidae)
              - Семейство Anomoeotidae

          - Подсекция Tineina
            - Надсемейство Copromorphoidea
              - Семейство Copromorphidae
              - Семейство Alucitidae Leach, 1815
              - Семейство Carposinidae Wallengren, 1881
              - Семейство Epermeniidae Spuler, 1910

            - Надсемейство Galacticoidea
              - Семейство Galacticidae (Plutellidae)

            - Надсемейство Gelechioidea
              - Семейство Agonoxenidae (Elastichidae, Coleophoridae) Meyrick, 1926
              - Семейство Batrachedridae (Coleophoridae, Mompidae, Cosmopterigidae) Heinemann & Wocke, 1876
              - Семейство Blastobasidae (Coleophoridae) Meyrick, 1894
              - Семейство Coleophoridae Hubner, 1825
              - Семейство Cosmopterigidae Heinemann & Wocke, 1876
              - Семейство Elachistidae Bruand, 1851
              - Семейство Ethmiidae (Elachistidae) Busck, 1909
              - Семейство Gelechiidae Stainton, 1854
              - Семейство Holcopogonidae Gozmany, 1967
              - Семейство Lecithoceridae (Gelechiidae) Le Marchand, 1947
              - Семейство Metachandidae (Oecophoridae, Gelechiidae) Meyrick, 1911
              - Семейство Momphidae (Coleophoridae) Herrich Schaffer, 1857
              - Семейство Oecophoridae Bruand, 1851
              - Семейство Pterolonchidae (Coleophoridae) Meyrick, 1918
              - Семейство Scythrididae Rebel, 1901
              - Семейство Symmocidae (Autostichidae) Gozmany, 1957

            - Надсемейство Immoidea
              - Семейство Immidae (Glyphipterigidae) Heppner, 1977

            - Надсемейство Pterophoroidea
              - Семейство Tineodidae Meyrick, 1885
              - Семейство Pterophoridae Zeller, 1841

            - Надсемейство Pyraloidea
              - Семейство Hyblaeidae
              - Семейство Thyrididae Herrich Schaffer, 1846
              - Семейство Огневки (Pyralidae) Latreille, 1802
              - Семейство Crambidae Latreille, 1810

            - Надсемейство Simaethistoidea
              - Семейство Simaethistidae

            - Надсемейство Tineoidea Latreille, 1810
              - Серия Tineiformes
                - Семейство Acrolophidae (Tineidae)
                - Семейство Arrhenophanidae
                - Семейство Eriocottidae (Incurvariidae) Spuler, 1898
                - Семейство Lypusidae (Tineidae, Yponomeutidae)
                - Семейство Psychidae Boisduval, 1828
                - Семейство Tineidae Latreille, 1802

              - Серия Gracillariiformes
                - Семейство Bucculatricidae Wallegren, 1881
                - Семейство Douglasiidae Heinemann & Wocke, 1876
                - Семейство Gracillariidae Stainton, 1854
                - Семейство Roeslerstammiidae Bruand, 1850
                - Семейство Schreckensteiniidae Fletcher, 1929

            - Надсемейство Whalleyanoidea Kristensen, 2003
              - Семейство Whalleyanidae (Thyrididae) Minet, 1991

            - Надсемейство Yponomeutoidea Stephens, 1829
              - Семейство Acrolepiidae (Plutellidae, Yponomeutidae) Heinemann, 1870
              - Семейство Bedelliidae (Lyonetiidae) Meyrick, 1880
              - Семейство Glyphipterigidae Stainton, 1854
              - Семейство Heliodinidae Heinemann & Wocke, 1876
              - Семейство Lyonetiidae Stainton, 1854
              - Семейство Plutellidae (Yponomeutidae) Guenee, 1845
              - Семейство Yponomeutidae Stephens, 1829
              - Семейство Ypsolophidae Guenee, 1845

      - Отдел Monotrysia
        - Секция Nepticulina
          - Надсемейство Nepticuloidea Stainton, 1854
            - Семейство Nepticulidae Stainton, 1854
            - Семейство Opostegidae Meyrick, 1893

          - Надсемейство Tischerioidea
            - Семейство Tischeriidae Spuler, 1898

          - Надсемейство Palaephatoidea
            - Семейство Palaephatidae (Tineidae)

        - Секция Incurvariina
          - Надсемейство Incurvarioidea
            - Семейство Incurvariidae Spuler, 1898
            - Семейство Cecidosidae (Incurvariidae)
            - Семейство Prodoxidae Riley, 1881
            - Семейство Adelidae Bruand, 1851
            - Семейство Heliozelidae Heineman & Wocke, 1877
            - Семейство Crinopterygidae Spuler, 1898

    - Инфраразред Dacnonypha
      - Надсемейство Eriocranioidea Tutt, 1899
        - Семейство Eriocraniidae
        - Семейство Acanthopteroctetidae Davis, 1978

    - Инфраразред Lophocoronina
      - Надсемейство Lophocoronoidea
        - Семейство Lophocoronidae Common, 1973

    - Инфраразред Exoporia
      - Надсемейство Hepialoidea
        - Семейство Anomosetidae
        - Семейство Hepialidae Stephens, 1829
        - Семейство Neotheoridae Kristensen, 1978
        - Семейство Palaeosetidae
        - Семейство Prototheoridae

      - Надсемейство Mnesarchaeoidea
        - Семейство Mnesarchaeidae

    - Инфраразред Neopseustina
      - Надсемейство Neopseustoidea
        - Семейство Neopseustidae